# Salvator Mundi
Pour les articles homonymes, voir Mundi.
Pour le tableau attribué à Léonard de Vinci, voir Salvator Mundi (version Cook).

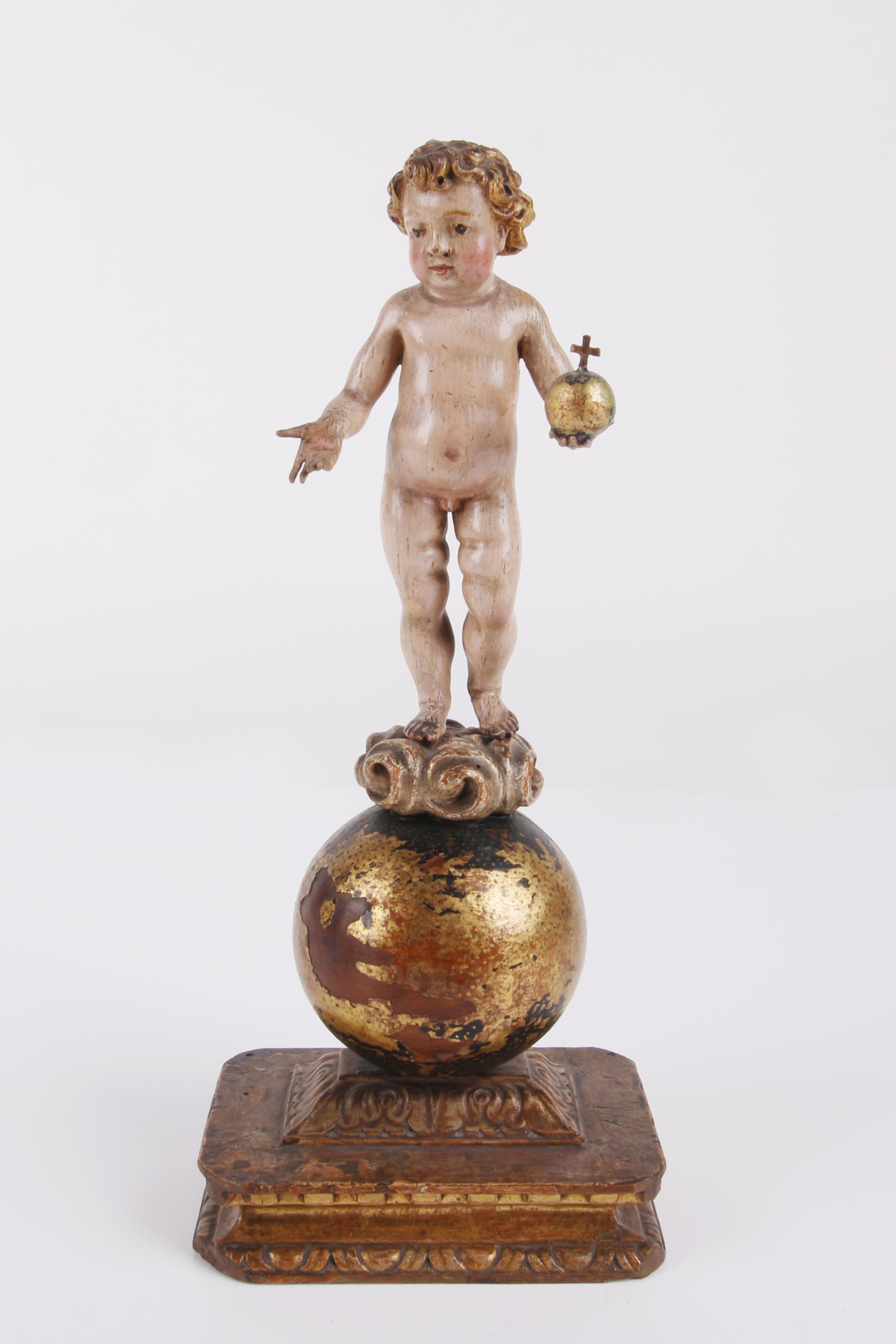
L'Enfant Jésus Sauveur du Monde (XVIIe siècle), Portugal

Salvator Mundi (latin : « Sauveur du monde ») est le nom donné aux représentations du Christ portant un orbe dans sa main gauche tout en utilisant sa main droite pour bénir. La composition souligne la portée eschatologique de la domination terrestre du Christ.
Ce motif iconographique, variation du Christ en gloire, a été popularisé au XVe siècle par des peintres italiens de la Renaissance et par des peintres d'Europe du Nord tels que Jan van Eyck, Hans Memling et Albrecht Dürer. Le motif se fait plus rare ensuite, jusqu'à disparaître au XIXe siècle.
Le musée de l'Ermitage abrite plusieurs Salvator Mundi attribués au Titien.
On trouve également représenté l'Enfant Jésus portant l'orbe de sa main gauche, ou le Christ bénissant mais sans l'orbe, parfois remplacé par un livre.
Une peinture exploitant ce motif, appelée simplement Salvator Mundi, a été attribuée ou réattribuée à Léonard de Vinci en 2011. Cette œuvre disparut de 1763 à 1900, quand elle fut acquise par Charles Robinson. À cette époque, on l'attribue à Bernardino Luini, et elle est ensuite achetée par Francis Cook, une photographie prise en 1912 en montre la surface altérée. En 2017, restaurée, elle est vendue pour 450 millions de dollars, le prix le plus élevé à ce jour pour une peinture.

## Galerie

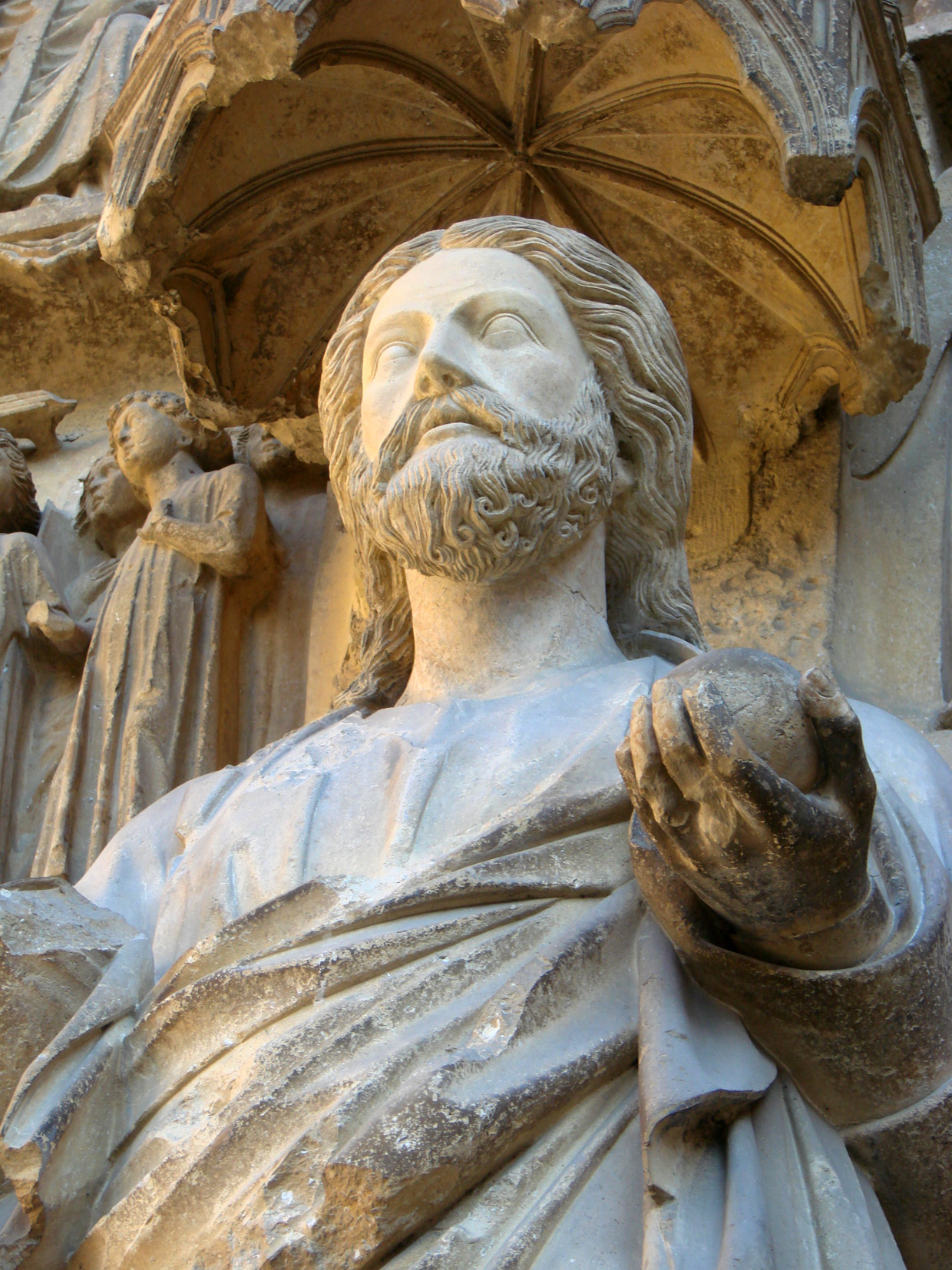
Portail nord de la cathédrale de Reims (XIIIe siècle).
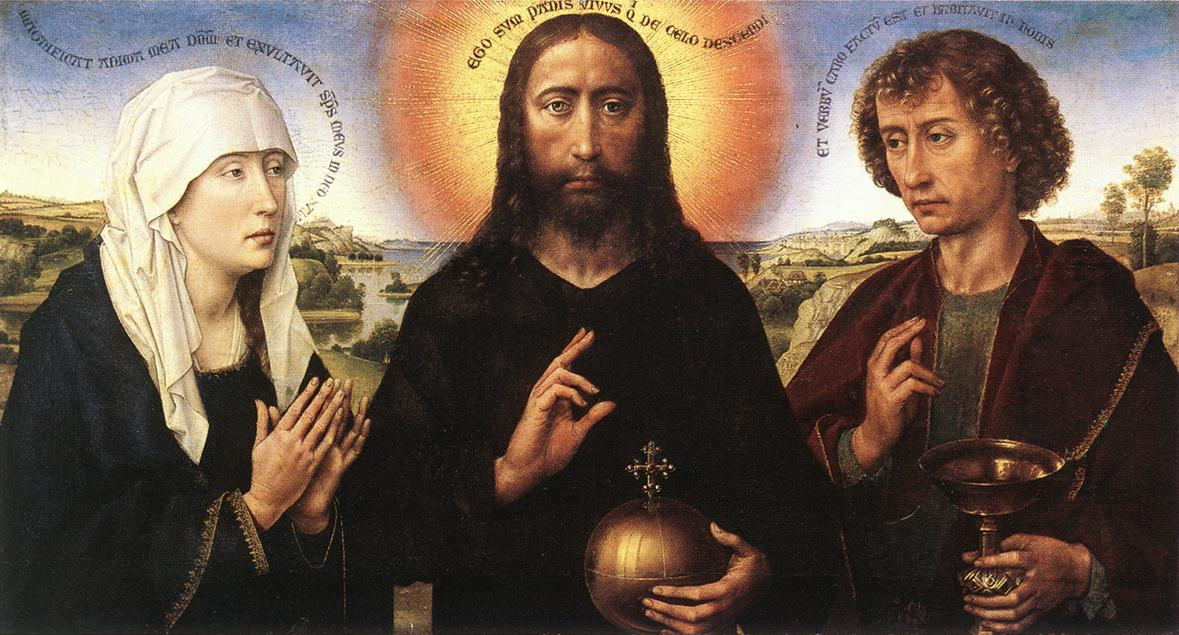
Roger van der Weyden, panneau central du Triptyque Braque, vers 1450, musée du Louvre.
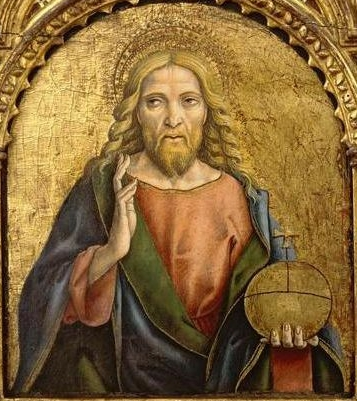
Carlo Crivelli, Cristo benedicente (polyptyque, vers 1472), El Paso Museum of Art.
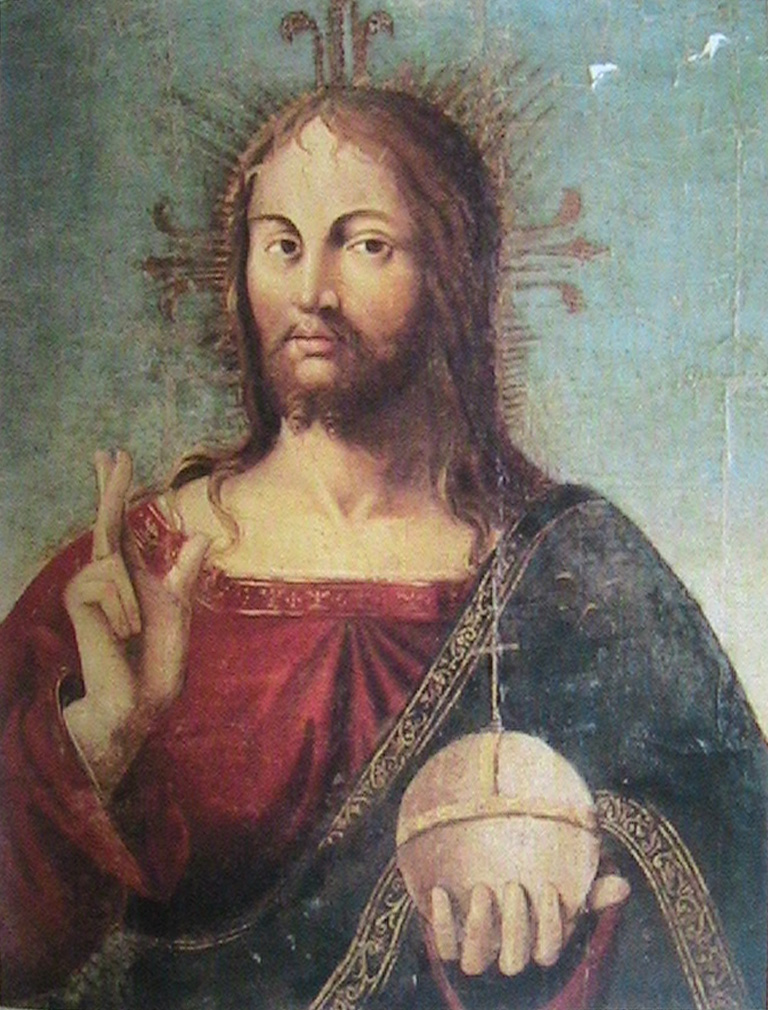
Salvator Mundi, par Antonello de Messine (2e moitié du XVe siècle).
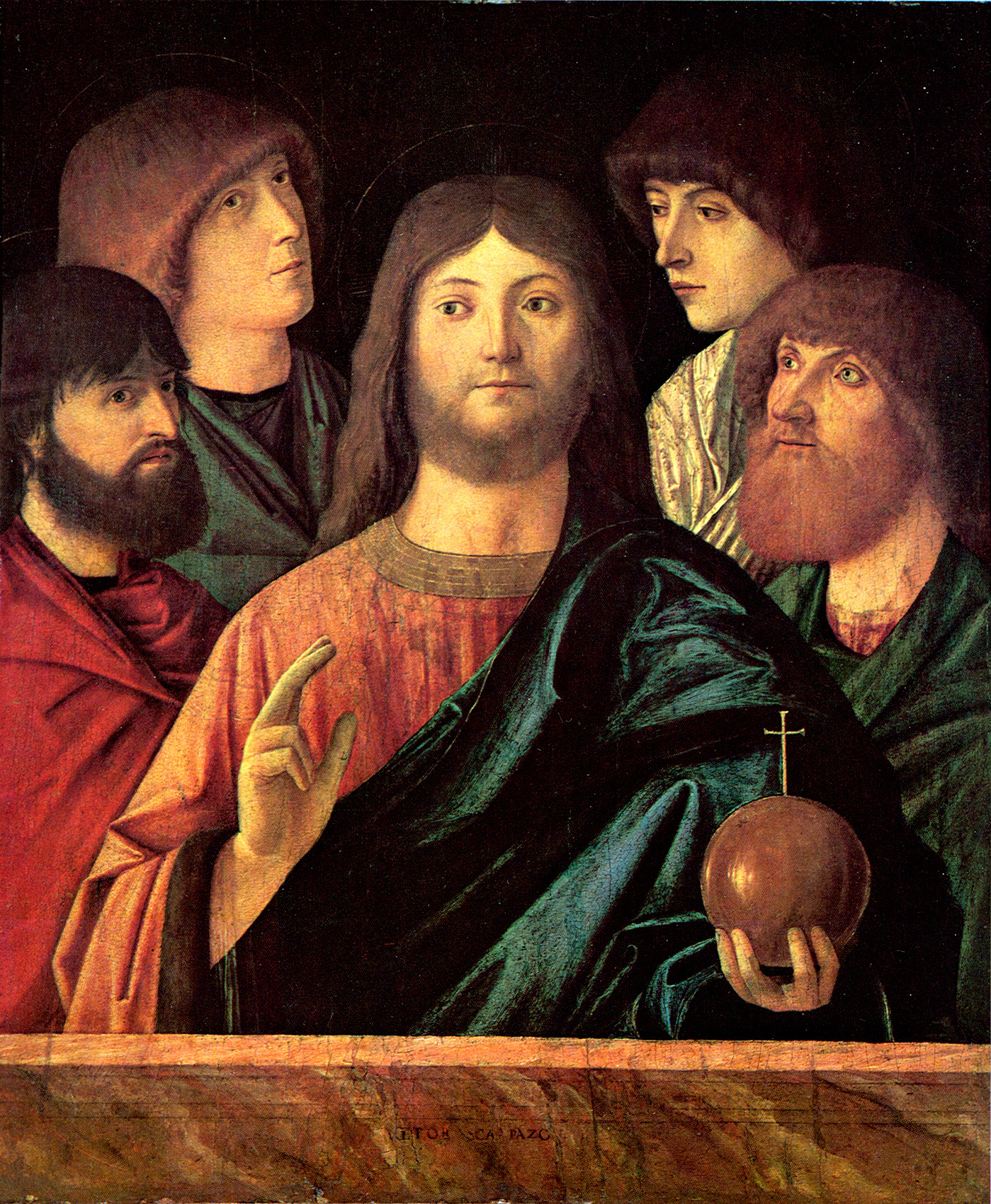
Vittore Carpaccio, Christ bénissant aux quatre apôtres, Fondazione Sorlini (Calvagese della Riviera).
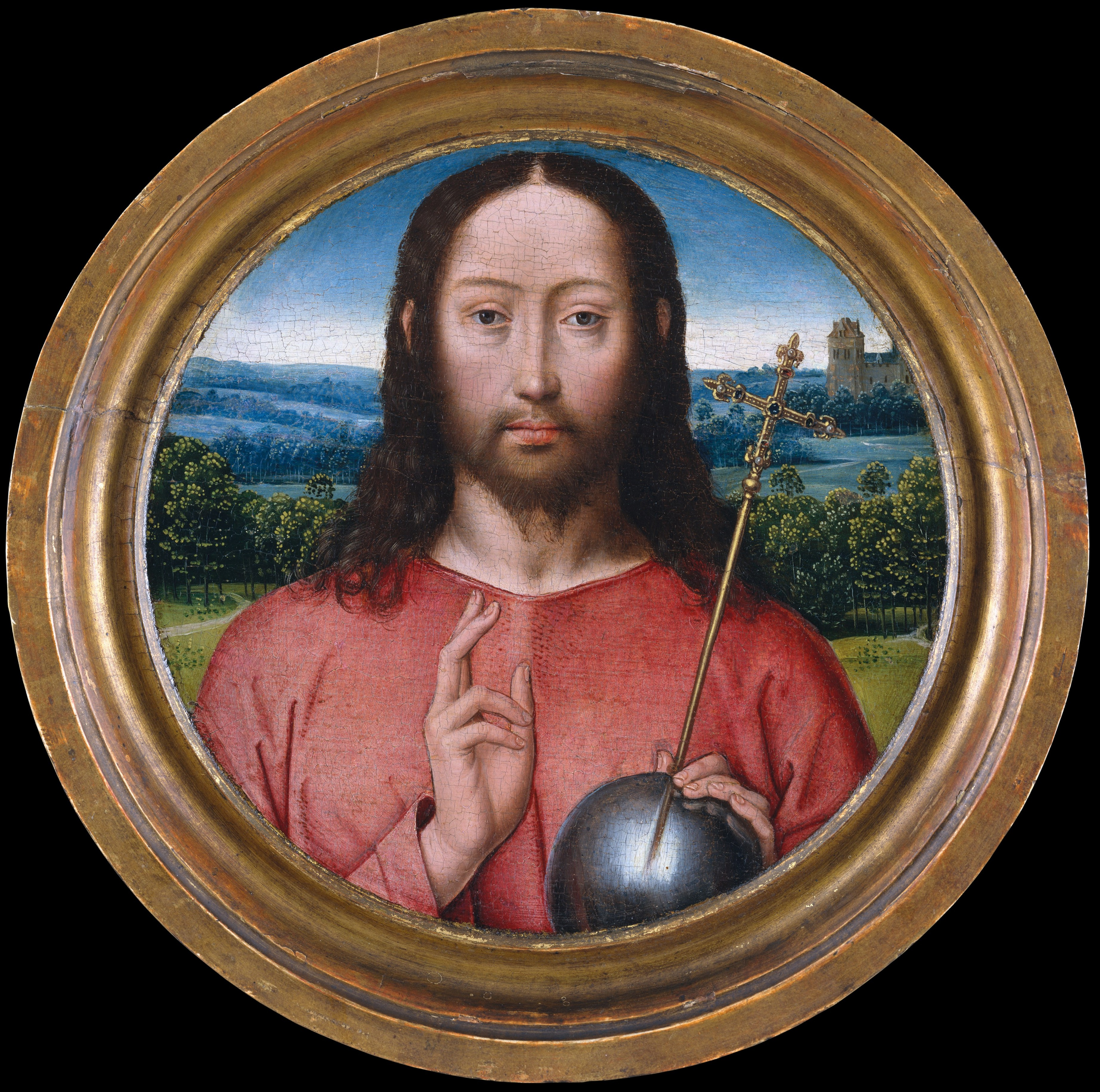
Hans Memling, Salvator Mundi (1475-1499), Metropolitan Museum of Art, New York.
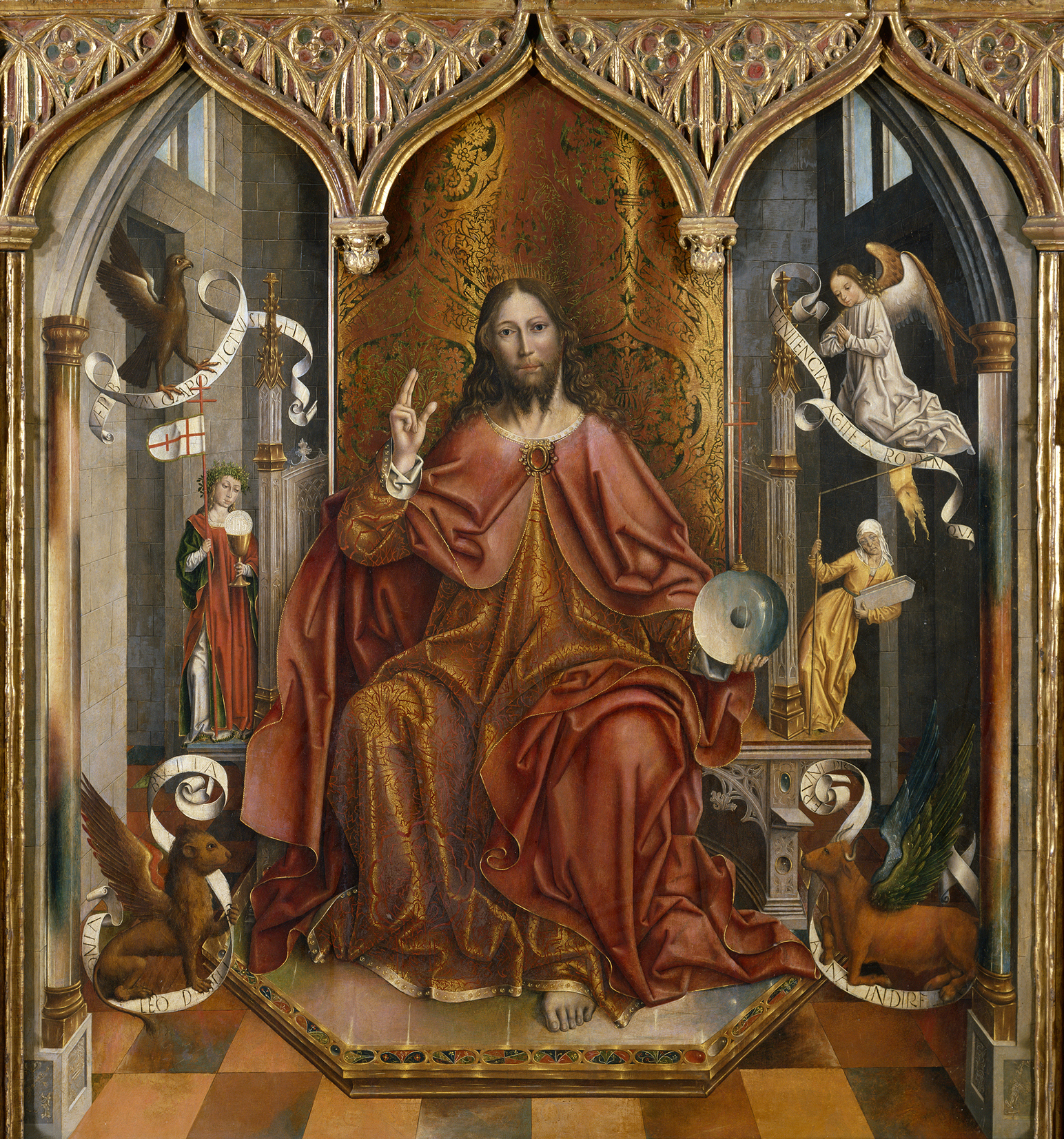
Salvator Mundi accompagné de Ecclesia et Synagoga, par Fernando Gallego, v. 1495, musée du Prado.
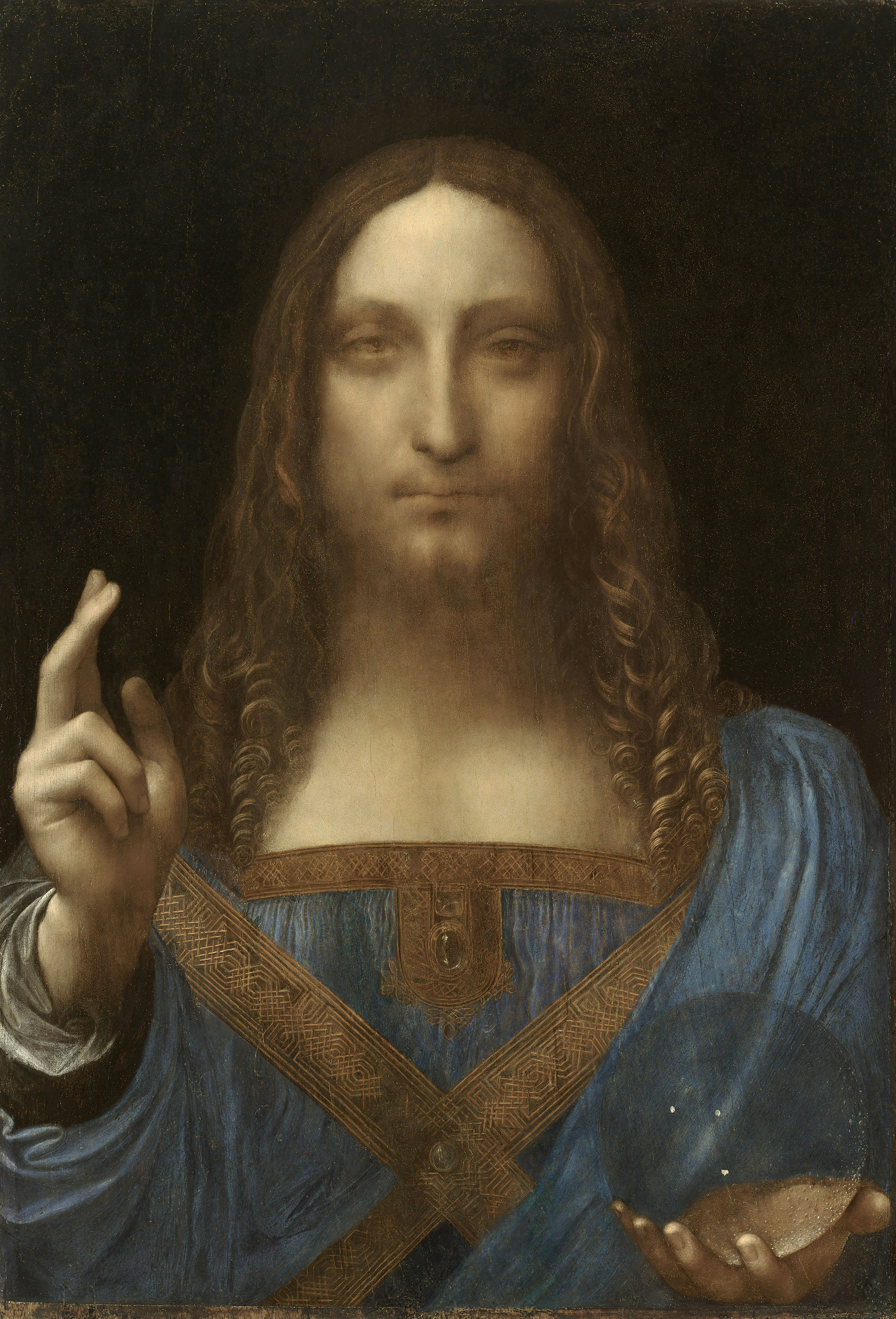
Léonard de Vinci, Salvator Mundi, v. 1500, collection particulière.
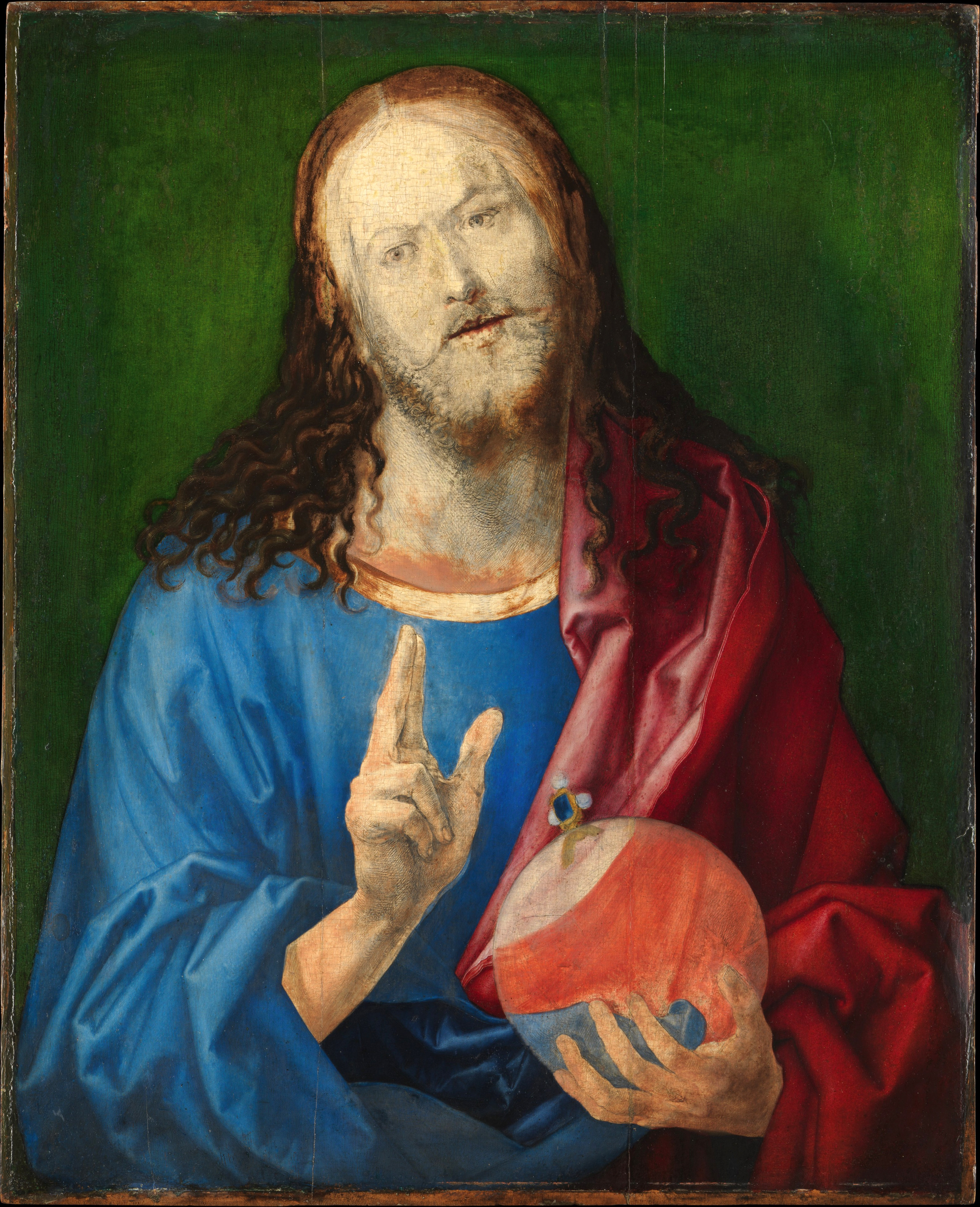
Albrecht Dürer, Salvator Mundi, tableau inachevé (avant 1505), Metropolitan Museum of Art, New York.
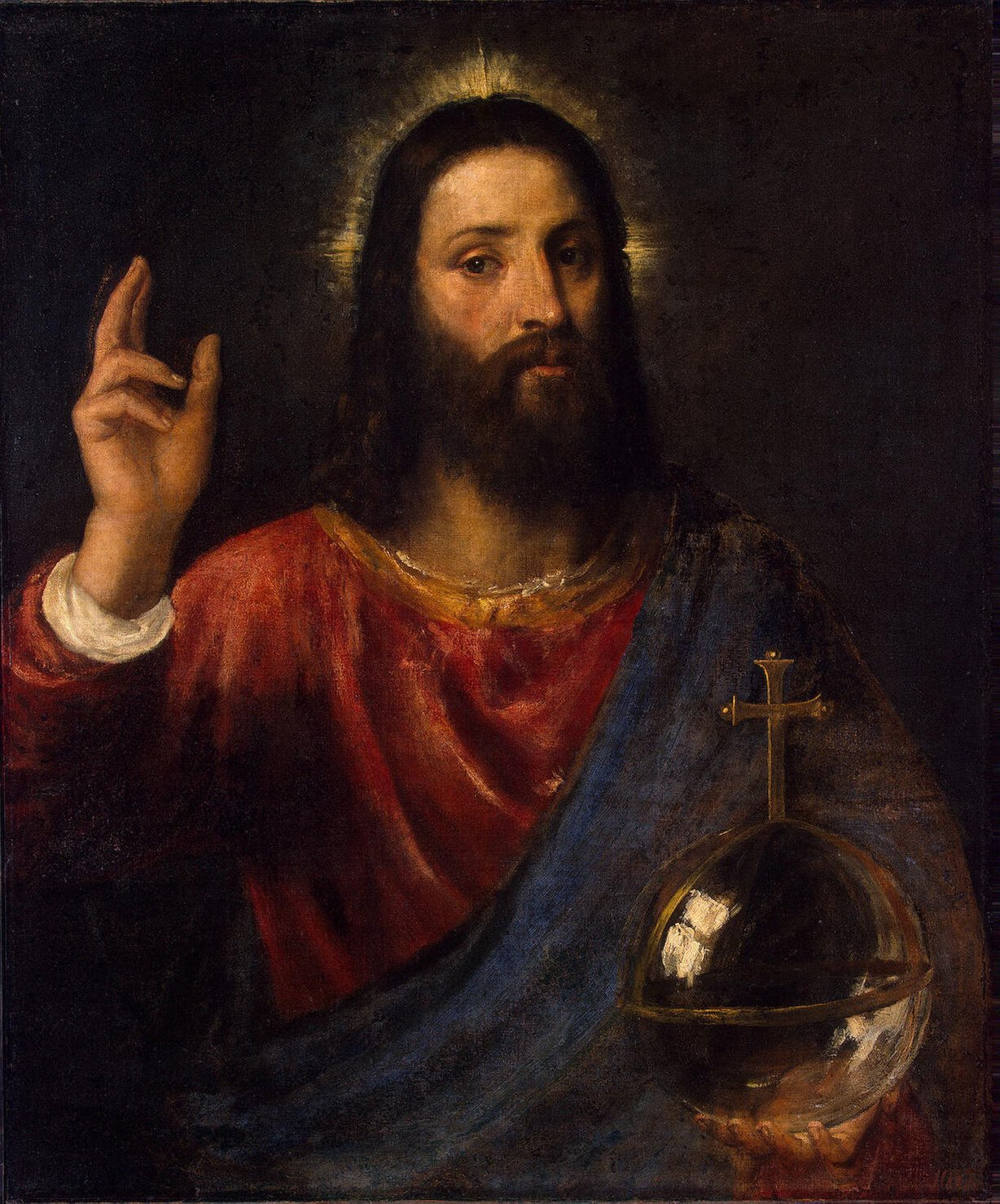
Titien, Salvator Mundi (v. 1570), musée de l'Ermitage, Saint-Pétersbourg.
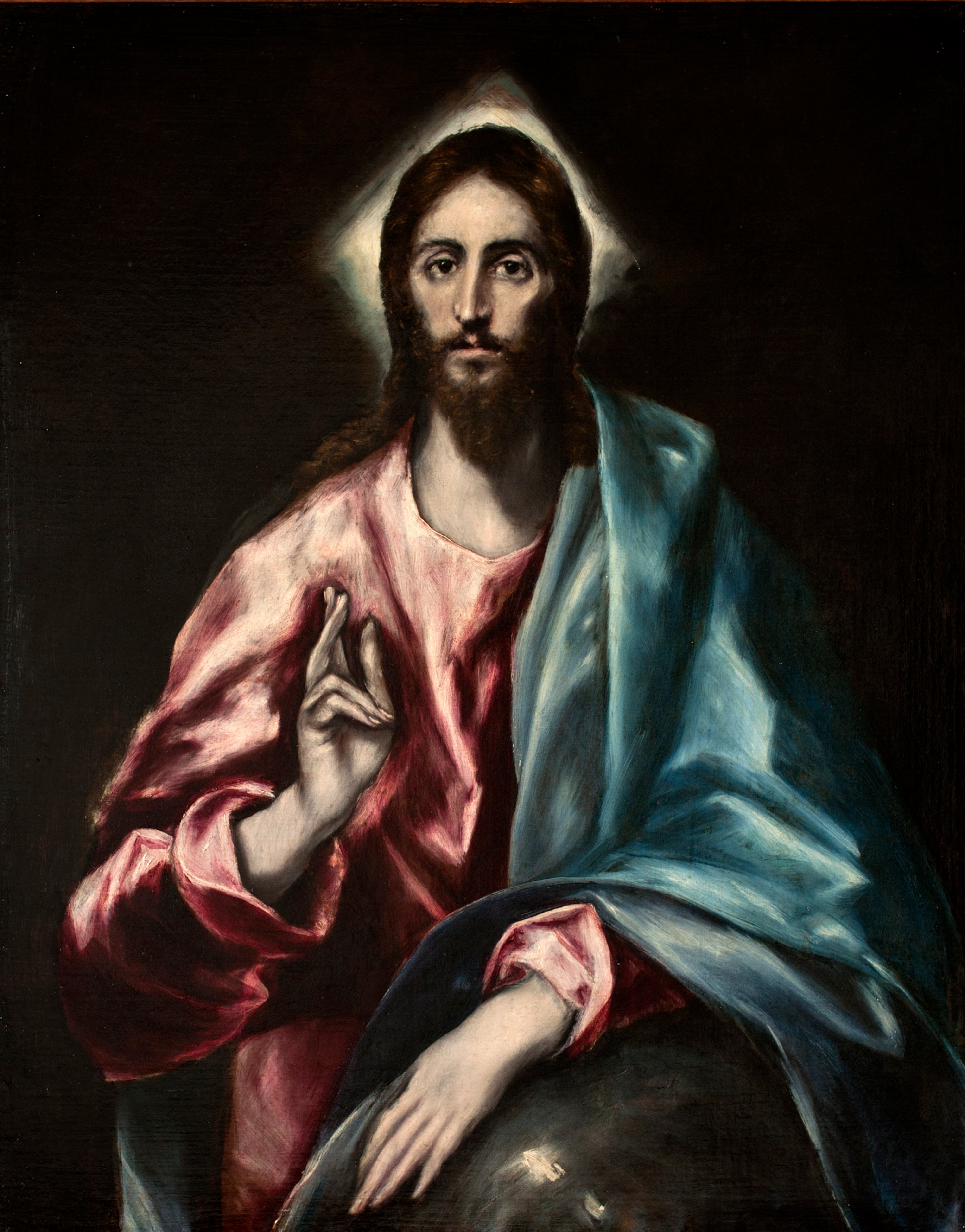
Le Greco, El Salvador, 1610-1614, Musée du Greco (Tolède).